# Rodoald
Rodoald ali Radoaldo (Sveto rimsko cesarstvo, 10. stoletje – neznano kje, 983 ali 984) je bil v srednjem veku dvajset let oglejski patriarh. Vladal je od leta 963 do svoje smrti leta 984. Njegova zvestoba kot cesarskega škofa cesarjema Otonu I. Velikemu in Otonu II. je bila nagrajena z gradovi in posestmi v Furlaniji.

## Življenjepis
Rodoald je bil plemiškega porekla, vendar kronistom poznejših stoletij izvor rodbine in njegov rojstni kraj nista bila znana.
Ime Rodoald se je prvič pojavilo leta 963. Rodoald je bil diakon in se je udeležil škofovske sinode, ki jo je sklical cesar Oton I. Cesar Oton I. je odstavil papeža Janeza XII., nekdanjega cesarjevega zagovornika. Janeza je nasledil papež Benedikt V., a le za nekaj mesecev. V istem času je bil Rodoald izvoljen za oglejskega patriarha; užival je politično podporo cesarja Otona I. Papež Leon VIII., ki je šele postal papež, ga je 13. decembra 963 s palijem postavil za oglejskega patriarha. S to slovesnostjo je Rodoald vstopil v tekmovanje z drugim patriarhom, bližnjega Gradeža.
Leta 965 so slovanski narodi uničili mesto Rovinj (italijansko: Rovigno) v Istri. Patriarh Rodoald je poreškemu škofu (ital. Parenzo) zaupal cerkveno upravo Rovinja. Rodoald je še naprej spremljal Otona I. na njegovih pohodih po severni Italiji.
V svojem dolgem vladanju kot patriarh je Radoald vzdrževal odlične odnose z Otonom I. in Otonom II. Dobre stike je imel tudi s plemiči v vojvodini Bavarski in dveh nedavno ustanovljenih kneževinah v Svetem rimskem cesarstvu: vojvodini Koroški in veliki mejni grofiji Verona. V vseh teh odnosih se je Radoald izkazal zvest cesarski hiši. Oton I. ga je opisal kot noster precipuus fidelis ali našega najpomembnejšega zaupnika. Radoald je prejel od cesarja za nagrado več področij, opatij in trdnjav. Med temi so bile trdnjave Krmin, Fagagna, Moruzzo, Santa Margerita del Gruagno (danes del Moruzza), Videm, Buja in Brazzano (danes del Cormonsa). Radoald je upravljal tudi opatijo Santa Maria di Sesto in druge domene v spodnjem toku Pada. A šlo je za več kot le za nagrado. Celota je omogočila nadzor nad pasom trdnjav v furlanskih hribih, da bi ustavili vdore Madžarov. V dvajsetih letih vladanja je po cesarjevem ukazu patriarhat ozemeljsko precej razširil; S tem so bili postavljeni temelji knezo-škofije.

## Po njegovi smrti
Po njegovi smrti leta 983 ali 984 je bil Rodoald pokopan v stolnici v Čedadu v Furlaniji. Njegov nagrobnik je bil čitljiv do 16. stoletja. Njegovo čaščenje relikvij mučencev je bilo zabeleženo na grobu.